# August Böhm von Böhmersheim
August Böhm Edler von Böhmersheim (auch August von Böhm-Böhmersheim, * 27. April 1858 in Wien; † 19. Oktober 1930 in Graz) war ein österreichischer Geograph und Alpinist.

## Leben
August Böhm von Böhmersheim, Sohn des Mediziners Karl Böhm von Böhmersheim, studierte von 1877 bis 1878 an der Technischen Hochschule Wien und von 1878 bis 1882 an der Universität Wien Geographie u. a. bei Eduard Sueß und Friedrich Simony. Er wurde 1882 an der Universität Erlangen zum Dr. phil. promoviert. Von 1882 bis 1885 arbeitete er als Volontär an der Geologischen Reichsanstalt, 1883 studierte er bei Karl Alfred von Zittel in München, 1886–87 bei Ferdinand von Richthofen in Berlin. 1887 habilitierte er sich an der Technischen Hochschule in Wien für das Fach physikalische Geographie. Von 1893 bis 1906 arbeitete Böhm an der geologisch-paläontologischen Abteilung des Naturhistorischen Hofmuseums in Wien und war hier insbesondere für die Neuordnung der Bibliothek tätig. Im Jahr 1889 wurde er zum Mitglied der Leopoldina gewählt. 1902 wurde Böhm zum außerordentlichen Professor an der Technischen Hochschule Wien ernannt. Seit 1906 leitete er das österreichische Büro für die internationale naturwissenschaftliche Bibliographie bei der Hofbibliothek in Wien. Von 1908 bis 1920 war er ordentlicher Professor für Geographie an der Universität Czernowitz, Bukowina, wo er sich überwiegend mit mathematischer Geographie beschäftigte. Ab 1920 lehrte er an der Universität Graz, wo er 1922 pensioniert wurde, aber noch bis 1926 Vorlesungen hielt.
Böhm war hauptsächlich Geograph, forschte jedoch auch im Bereich der Geologie und gelegentlich der Paläontologie. Sein Forschungsgebiet waren die Geomorphologie der Alpen. Von ihm stammt die noch heute übliche Einteilung der Ostalpen.
Böhm war auch ein bekannter Bergsteiger und war mit Emil und Otto Zsigmondy, Ludwig Purtscheller und Karl Diener für einige Erstbesteigungen verantwortlich.

## Veröffentlichungen (Auswahl)
- Führer durch die Hochschwabgruppe. Lechner, Wien 1881; 2., vermehrte Auflage 1886
- Über einige tertiäre Fossilien der Insel Madura, nördlich von Java. In: Denkschriften der Kaiserlichen Akademie der Wissenschaften. Mathematisch-Naturwissenschaftliche Classe 45, 1882, S. 359–372 (zobodat.at [PDF; 1,9 MB]).
- Die Höttinger Breccie und ihre Beziehungen zu den Glacial-Ablagerungen. In: Jahrbuch der k. k. Geologischen Reichsanstalt 34, 1884, S. 147–162 (zobodat.at [PDF; 1,3 MB]).
- Die alten Gletscher der Enns und Steyr. In: Jahrbuch der k. k. Geologischen Reichsanstalt 35, 1885, S. 429–612 (zobodat.at [PDF; 17,2 MB]).
- Einteilung der Ostalpen (= Geographische Abhandlungen. Band 1). Hölzel, Wien 1887.
- Bodengestaltende Wirkungen der Eiszeit. In: Schriften des Vereins zur Verbreitung naturwissenschaftlicher Kenntnisse Wien. Band 31, 1891, S. 477–511 (zobodat.at [PDF; 1,5 MB]).
- Zeitschriftenkatalog des k.k. Naturhistorischen Hofmuseums. I–VIII. In: Annalen des Naturhistorischen Museums in Wien. Band 12, 1897, S. 1–184 (zobodat.at [PDF; 15,5 MB]).
- Zur Biographie Friedrich Simony's. Lechner, Wien 1899.
- Geschichte der Moränenkunde. Lechner, Wien 1901.
- Das Karlseisfeld. In: Schriften des Vereins zur Verbreitung naturwissenschaftlicher Kenntnisse Wien 43, 1903, S. 347–366 (zobodat.at [PDF; 1,4 MB]).
- Geschichte des Singvereins der Gesellschaft der Musikfreunde in Wien. Holzhausen, Wien 1908.
- Abplattung und Gebirgsbildung. Deuticke, Leipzig 1910.